# Femmes en miroir
Pour plus de détails, voir Fiche technique et Distribution.
Femmes en miroir (鏡の女たち, Kagami no onnatachi) est un film franco-japonais, réalisé par Yoshishige Yoshida et sorti en 2002.

## Synopsis
Aï Kawase, la veuve d'un médecin, vit dans la proche banlieue de Tōkyō avec sa petite-fille, Natsuki. Miwa, la mère de celle-ci, a disparu, sans laisser de traces, vingt-quatre ans auparavant.  Un jour, on annonce que l'on a retrouvé une femme, Masako Onoue, arrêté pour le rapt d'une fillette, en possession du livret de famille de Miwa. Mais, Masako est devenue amnésique. Un nom seulement habite encore sa mémoire : celui d'Hiroshima, endeuillée par l'explosion nucléaire en 1945. Les trois femmes vont faire un voyage dans cette ville pour essayer de reconstruire leur histoire... 

## Fiche technique
- Titre du film : Femmes en miroir
- Titre japonais : Kagami no onnatachi
- Réalisation et scénario : Yoshishige Yoshida
- Photographie : Masao Nakabori - Couleurs, 1,85 : 1
- Musique : Keiko Harada, Mayumi Miyata
- Son : Dolby stéréo
- Montage : Hiroaki Morishita, Y. Yoshida
- Décors : Kyôko Heya
- Production : Philippe Jacquier, Takumi Ogawa pour Gendaieiga, Groove Kirema, Root Pictures, Sha, Sépia Productions
- Durée : 124 minutes
- Pays d'origine :  France/ Japon
- Sortie : 23 mai 2002 au Festival de Cannes
- Genre : Film dramatique

## Distribution
- Mariko Okada : Aï Kawase
- Yoshiko Tanaka : Masako
- Issiki Sae : Natsuki
- Hideo Murota : Goda
- Tokuma Nishioka : le protecteur
- Mirai Yamamoto : la journaliste
- Miki Sanjô : la vieille femme
- Hinoshi Inuzuka : le vieil homme

## Commentaires du réalisateur
« Ayant vécu la guerre, j'avais des devoirs en tant que cinéaste, mais je n'avais pas le droit de tourner ce film. Donc, à cette occasion, peut-être ai-je essayé de rendre possible l'impossible, de représenter ce qui ne pouvait l'être. Mon sentiment le plus fort était de ne pas pouvoir représenter le bombardement atomique. L'impossibilité de cette représentation, comment la dépasser, comment l'affronter ? Comme vous le comprendrez tout de suite, c'est-à-travers l'amnésie d'une femme dont la mère a vécu le bombardement que j'ai essayé de ressusciter tout cela. Une femme ayant vécu le bombardement, sa fille, sa petite-fille, trois femmes de générations différentes. Du point de vue de chacune de ces générations, comment s'exprime l'impossibilité de saisir, de représenter le bombardement ? Telle est la question posée par ce film. » (Kijû Yoshida)   
« Trois femmes de générations différentes questionnent, donc, leur identité par rapport au bombardement atomique. Qu'aucune d'elles ne puisse apporter de réponse démontre l'absurdité même de la bombe. Un film peut bien en parler : n'en subsistera jamais qu'une énigme, impossible à cerner complètement, car la bombe ouvre une discussion sans fin. » (Kijû Yoshida)